# Атчисон (округ, Канзас)
А́тчисон (англ. Atchison County; стандартное обозначение AT) — округ в штате Канзас, США. Официально образован 25 августа 1855 года. По состоянию на 2010 год, численность населения составляла 16 924 человека.

## География
По данным Бюро переписи США, общая площадь округа равняется 1 124,061 км2, из которых 1 116,291 км2 суша и 6,734 км2 или 0,600 % это водоёмы.

## Население
По данным переписи населения 2000 года в округе проживает 16 774 жителей в составе 6 275 домашних хозяйств и 4 279 семей. Плотность населения составляет 15,00 человек на км2. На территории округа насчитывается 6 818 жилых строений, при плотности застройки около 6,00-ти строений на км2. Расовый состав населения: белые — 91,62 %, афроамериканцы — 5,32 %, коренные американцы (индейцы) — 0,55 %, азиаты — 0,34 %, гавайцы — 0,06 %, представители других рас — 0,51 %, представители двух или более рас — 1,59 %. Испаноязычные составляли 1,95 % населения независимо от расы.
В составе 32,40 % из общего числа домашних хозяйств проживают дети в возрасте до 18 лет, 54,30 % домашних хозяйств представляют собой супружеские пары проживающие вместе, 10,00 % домашних хозяйств представляют собой одиноких женщин без супруга, 31,80 % домашних хозяйств не имеют отношения к семьям, 27,60 % домашних хозяйств состоят из одного человека, 12,80 % домашних хозяйств состоят из престарелых (65 лет и старше), проживающих в одиночестве. Средний размер домашнего хозяйства составляет 2,51 человека, и средний размер семьи 3,05 человека.
Возрастной состав округа: 26,70 % моложе 18 лет, 11,30 % от 18 до 24, 24,50 % от 25 до 44, 21,40 % от 45 до 64 и 21,40 % от 65 и старше. Средний возраст жителя округа 36 лет. На каждые 100 женщин приходится 93,30 мужчин. На каждые 100 женщин старше 18 лет приходится 90,30 мужчин.
Средний доход на домохозяйство в округе составлял 34 355 USD, на семью — 40 614 USD. Среднестатистический заработок мужчины был 29 481 USD против 20 485 USD для женщины. Доход на душу населения составлял 15 207 USD. Около 7,90 % семей и 13,30 % общего населения находились ниже черты бедности, в том числе — 13,80 % молодёжи (тех, кому ещё не исполнилось 18 лет) и 17,90 % тех, кому было уже больше 65 лет.